# Provincia de Hejiang
Hejiang o Hokiang (Chino: 合江, pinyin: Héjiāng) fue una provincia del noreste de China establecida en 1945. Comprendía un área de 135.500 kilómetros cuadrados y tenía por capital provincial a la ciudad de Jiamusi. La población se estimaba en unos 1,8 millones de personas.

## Historia
De 698 a 936 el reino coreano de Balhae (Bohai) ocupó el norte de Corea y partes del noreste de China y del Krai de Primorie (Rusia), consistiendo así en las regiones habitadas por los nanai, udege, evenkos y descendientes de los tunguses provenientes del recién caído reino Goguryeo.
El rey Seon administró sus territorios mediante la creación de tres prefecturas:
- Dongpyeong (Hanja: 東平府; Hangul: 동평부), con capital en Iju, hoy en día Mishan.
- Cheolli (Hanja: 定理府; Hangul: 철리부), con capital en Deongnijin, actual Harbin.
- Hoewon (Hanja: 懷遠府; Hangul: 회원부), con capital en Dalju, actual Tongjiang.

Balhae fue un temprano estado feudal medieval de Asia Oriental, que desarrolló su industria, la agricultura, la cría de animales, y tenía sus propias tradiciones culturales y artísticas. La gente de Balhae mantuvo contactos políticos, económicos y culturales con el sur de la dinastía china Tang, así como Corea y Japón.
En 1949, la provincia fue incorporada a la de Songjiang y en 1954 toda la zona fue incluida en la provincia de Heilongjiang.